# Boris Derichebourg
 (mars 2021).
Boris Derichebourg, né le 16 mars 1978 à Enghien-les-Bains (Val-d'Oise), est président de Derichebourg Multiservices depuis 2008 et devient également directeur des Opérations d'Elior Group et PDG d'Elior France en 2023. Il est le fils cadet de Daniel Derichebourg. Son frère aîné Thomas dirige la filiale Environnement.

## Carrière
Boris Derichebourg, en 1994, se lance dans une carrière de pilote et monte sur de nombreux podiums (Formule 3, Formule 3000, GT et 24 Heures du Mans). En 2004, après 10 ans de compétition automobile, il décide de mettre un terme à sa carrière de sportif pour rejoindre le groupe familial. 
Durant 2 ans, il occupe diverses fonctions au sein du groupe Derichebourg.
En 2006, le groupe familial acquiert Penauille Polyservices qui deviendra DERICHEBOURG Multiservices. Il en prend la direction générale puis la présidence en 2008 afin d’y développer de nouveaux métiers (services généraux, maintenance urbaine) à la suite de diverses acquisitions.
En 2016, il s'entoure de partenaires dans l’Internet des objets et la robotique en signant un partenariat avec La Poste pour son programme French IoT.
En 2017, alors qu’il est ambassadeur de la fondation Epic, il met en place auprès de ses salariés l’arrondi sur salaire pour ses collaborateurs en faveur de trois associations impliquées dans l’insertion sociale et la santé : Le Rire Médecin, Simplon.co et Sport dans la Ville.
En avril 2023, à l’occasion de la signature du protocole d'accord et du traité d'apport au sujet de la vente de Derichebourg Multiservices à Elior, il est nommé Directeur des Opérations d’Elior Group avec pour objectif d’accompagner la restructuration du groupe. Il est également Président-Directeur Général d'Elior France.

## Engagement
Durant l'été 2016, Boris Derichebourg intègre le réseau Young Presidents' Organization.
Il œuvre dans le « non profit » et devient ambassadeur de la Fondation EPIC, présidée par Alexandre Mars, en août 2017.
En septembre 2017, Pierre Gattaz, alors président du MEDEF, lui a confié la présidence du programme Proscenium, réseau réunissant les dirigeants de 350 ETI dont le chiffre d’affaires est supérieur à 300 millions d’euros.  
Il est membre de Young Leaders France China Foundation.
Depuis 2020, il est aussi consultant d'un jour pour l'opération caritative « Choisuel for Good » de Malt et l'institut Choiseul afin d'aider d'autres entrepreneurs et dirigeants d'entreprise et dont l’intégralité des fonds collectés ira à l’association Coup de Pouce Humanitaire.
En juin 2021, Boris Derichebourg intègre le Commandement des réserves de la Gendarmerie nationale au grade de lieutenant-colonel.

## Distinctions
En 2018, Boris Derichebourg intègre le classement annuel de l'Institut Choiseul avec la 38e place au palmarès des 100 leaders économiques de moins de 40 ans. Cette même année, il intègre également le classement Choiseul Ville de demain dans la catégorie « environnement et énergie ».
L'année suivante, en 2019, il intègre deux nouveaux classements de l'Institut Choiseul. Il se classe à la 4e place du classement Choiseul Sport & Business 2019 qui met en lumière les 100 jeunes talents économiques qui contribuent à l’essor d’un écosystème du sport compétitif et prend la 1re du classement Choiseul Ville de Demain 2019 qui récompense les leaders qui inventent la ville du futur dans la catégorie Smartcity.